# Lethe vaivarta
Lethe vaivarta är en fjärilsart som beskrevs av William Doherty 1886. Lethe vaivarta ingår i släktet Lethe och familjen praktfjärilar. Inga underarter finns listade i Catalogue of Life.